# Bois-de-Lessines
Bois-de-Lessines (en néerlandais Lessenbos, en Picard Bos del Sinne) est un village de la commune de Lessines situé en province de Hainaut en Belgique. C'était une commune à part entière avant la fusion des communes de 1977.

## Évolution démographique
- Sources : INS, Rem. : 1831 jusqu'en 1970 = recensements, 1976 = nombre d'habitants au 31 décembre.

## Histoire
C'est au néolithique que remontent les premières traces d'occupation de Bois-de-Lessines dont le hameau de Foubertsart a également livré des objets de l'âge du bronze final. 
Bois-de-Lessines, était rattaché au Moyen Âge au comté du Hainaut (bailliage Flobecq-Lessines). Contrairement à ce qui a été affirmé jusqu'à présent sur base de l'interprétation erronée d'un acte qui fait plutôt mention du « bois » de Lessines, il faut alors attendre non pas 1193 mais bien le milieu du XIIIe siècle pour en savoir davantage sur le village dont la naissance est incontestablement liée à des défrichements et qui est peut-être le résultat d'un démembrement paroissial de Lessines. Quoi qu'il en soit, de 1252 à 1266, l'hôpital Notre-Dame à la Rose de Lessines y acquiert des biens et des revenus grâce à des donations de la puissante famille flamande des Pamele-Audenarde qui était largement positionnée dans la région et semble bien avoir donné ses premiers seigneurs à Bois-de-Lessines.
Vers 1300, la seigneurie entre dans le patrimoine des comtes de Hainaut dont elle sera d'abord tenue en fief par la famille de Lestriverie qui lui donnera son nom. Voyant ensuite se succéder les d'Ecaussines (fin XIVe siècle), Despretz de Quiévrain (1440), de Cottrel (1483), de Spinola (1727) et la famille Mancini (1738), elle est vendue en 1756 à Antoine-Joseph de Wautier avant d'échoir finalement en 1760 aux d'Yve qui, apparentés aux Cottrel, firent user de leur droit de retrait. Cette famille, dont les représentants ont par ailleurs dirigé la commune pendant près d'un siècle (1823-1921), habite encore aujourd'hui le château.
Bois-de-Lessines était l'un des villages faisant partie des "terres de débat" qui, depuis le dernier quart du XIIIe siècle, constituèrent en permanence une pomme de discorde entre le comté de Hainaut et le comté de Flandre. Sa situation aux confins de ces deux principautés et son voisinage avec Lessines l'amèneront également à souffrir des conflits et des guerres dans lesquels cette région frontière fut impliquée du XVe siècle au milieu du XVIIIe siècle. Il en résulta notamment un déclin de la fabrication des toiles de lin qui, avec l'agriculture, constituait jusqu'alors l'activité essentielle des habitants. 
Pendant une grande partie du XIXe siècle, Bois-de-Lessines reste voué à l'agriculture à laquelle sont consacrés 75 % de la superficie d'un territoire qui, entièrement boisé à l'origine, a été régulièrement défriché depuis le Moyen Âge. On y cultive surtout des céréales mais aussi de la chicorée et des plantes médicinales, le travail du lin connaissant une reprise manifeste mais sans lendemain tandis que l'exploitation des bois subsistants alimente le commerce.
Sous l'occupation française (1795-1815), le village fait partie du département de Jemappes.
À partir du milieu du XIXe siècle, Bois-de-Lessines voit s'amorcer une industrialisation due à l'extraction du porphyre qui, en plein essor à la fin du siècle et au début du XXe siècle, va déclencher l'exode rural d'un grand nombre d'habitants devenus carriers à Bois-de-Lessines même et dans le bassin de Lessines.
Aujourd'hui, le village fait partie de la province de Hainaut, de l'Arrondissement administratif d'Ath ; de l'arrondissement judiciaire de Tournai et de l'entité de Lessines.

## Patrimoine et culture

### Patrimoine architectural

#### Château de l'Estriverie
Le château de l’Estriverie est pour la première fois mentionné à la fin du XIIIe siècle comme « maison » appartenant à Jean d’Audenaerde. Cette dernière se situait alors dans la seigneurie de la famille de Lestriverie (dont la racine porte le sens de «combat», avec le mot patois «estriver» par exemple ou encore «strijd » en néerlandais), seigneurie dont le château tire aujourd’hui son nom. Décrite au XVe siècle comme une « maison et thour sur une motte enclose d’eau et de fossés », cette maison forte a été construite à l’emplacement du château à motte du XIIIe siècle.
Le château actuel fut bâti vers 1630 sur les fondations du premier château.
Aujourd'hui, une drève bordée de marronniers conduit à l'entrée de la cour d'honneur. Au-dessus de la porte se trouve une pierre bleue rectangulaire portant les armes des de Cottrel avec la date 1630 entourée d'une bande de laurier. On y lit : « C'est mon destin Jenne de Cottrel 1630 ». Le château est construit en brique, calcaire et grès sur deux niveaux. Il est coiffé de toitures en bâtière en ardoises supportées par une frise de corbeaux. Les façades sont marquées par un soubassement en moellons ou à plaquis calcaire.
La vieille forteresse fut restaurée par la célèbre famille des de Cottrel sur les plans des châteaux français de l'époque. On y arrive par un pont en pierre lancé au-dessus d'un large fossé. Les anciennes fondations subsistent et datent du XVe siècle. La façade, simple mais imposante, est percée d'une vingtaine de fenêtres très hautes. Le toit est couvert d'ardoises. Deux tourelles flanquées de meurtrières et de petites lucarnes placées sur les extrémités lui donnent de la majesté. Le château est encore habité de nos jours par la famille d'Yve de Bavay.
Les dépendances et la ferme du château ainsi que la chapelle Saint-Joseph (située à l’ouest, à l’aboutissement de deux drèves) complètent remarquablement le site.
Le château est classé comme monument le 7 juillet 1976.

#### Église Saints-Gervais-et-Protais
La paroisse de Bois-de-Lessines est très ancienne. Elle aurait été fondée au 12e siècle par les missionnaires du Chapitre Métropolitain Notre-Dame de Cambrai et possédait alors une chapelle dédiée à Notre-Dame. Le village fait partie du doyenné de Chièvres jusqu’en 1559 avant de passer à celui de Lessines.
Dédiée à saint Gervais et saint Protais, l'église actuelle a été bâtie sur un plan classique au point culminant du village en 1784 et possède une cloche de 1363. Deux autres églises ont précédé ce bâtiment. La première était dédiée à Notre-Dame de Cambrai, la deuxième église se trouvait au même endroit que l'actuelle et était, déjà en 1447, dédiée à saint Gervais et à saint Protais.
La chapelle seigneuriale attenante est plus tardive, elle fut construite en 1853 à la demande et aux frais du marquis Théodore d'Yve de Bavay, châtelain et bourgmestre de la commune. Des gisants du XVIe siècle y furent translatés ; Il s'agit du tombeau de Nicolas de Cottrel et son épouse Louise de Rubempré. Les gisants en bronze représentent un chevalier en armure avec à ses pieds un lion symbolisant la force, aux pieds de sa femme, une levrette incarne la fidélité. Au-dessous du tombeau, une plaque funéraire représente un défunt agenouillé devant un crucifix. La face latérale est armoriée de quatre quartiers : Cottrel ~ Baudrenghien ~ Rubempré ~ Bourgogne.
Bois-de-Lessines est incorporé au diocèse de Cambrai jusqu'en 1802, depuis le village fait partie du diocèse de Tournai.

#### Arbre de la liberté
Planté en 1792, sur la Place du village, alors que la Belgique se trouvait sous la domination française, le tilleul commémore le triomphe de la Révolution française et symbolise la fin de l'Ancien Régime.

#### Monuments aux morts
Situé sur la Place, à droite de l’ancienne Maison Communale, surnommée la Maisonette, le monument aux morts de Bois-de-Lessines est réalisé par le sculpteur Émile Scaillon et inauguré le 15 juillet 1923. La  partie centrale est dédié aux morts de 14-18. À gauche, un monument pour les Résistants de 40-45 et à droite, pour les soldats de 40-45. Sur le sommet du monument de 14-18, une statue d’un soldat et au pied du monument, un rompeur (ouvrier travaillant dans les carrières de la région de Lessines, qui brisait la pierre pour l’épinceur qui, lui, façonnait les pavés de porphyre) ayant reçu une lettre annonçant le décès d’un proche.

### Activités associatives, culturelles, sportives

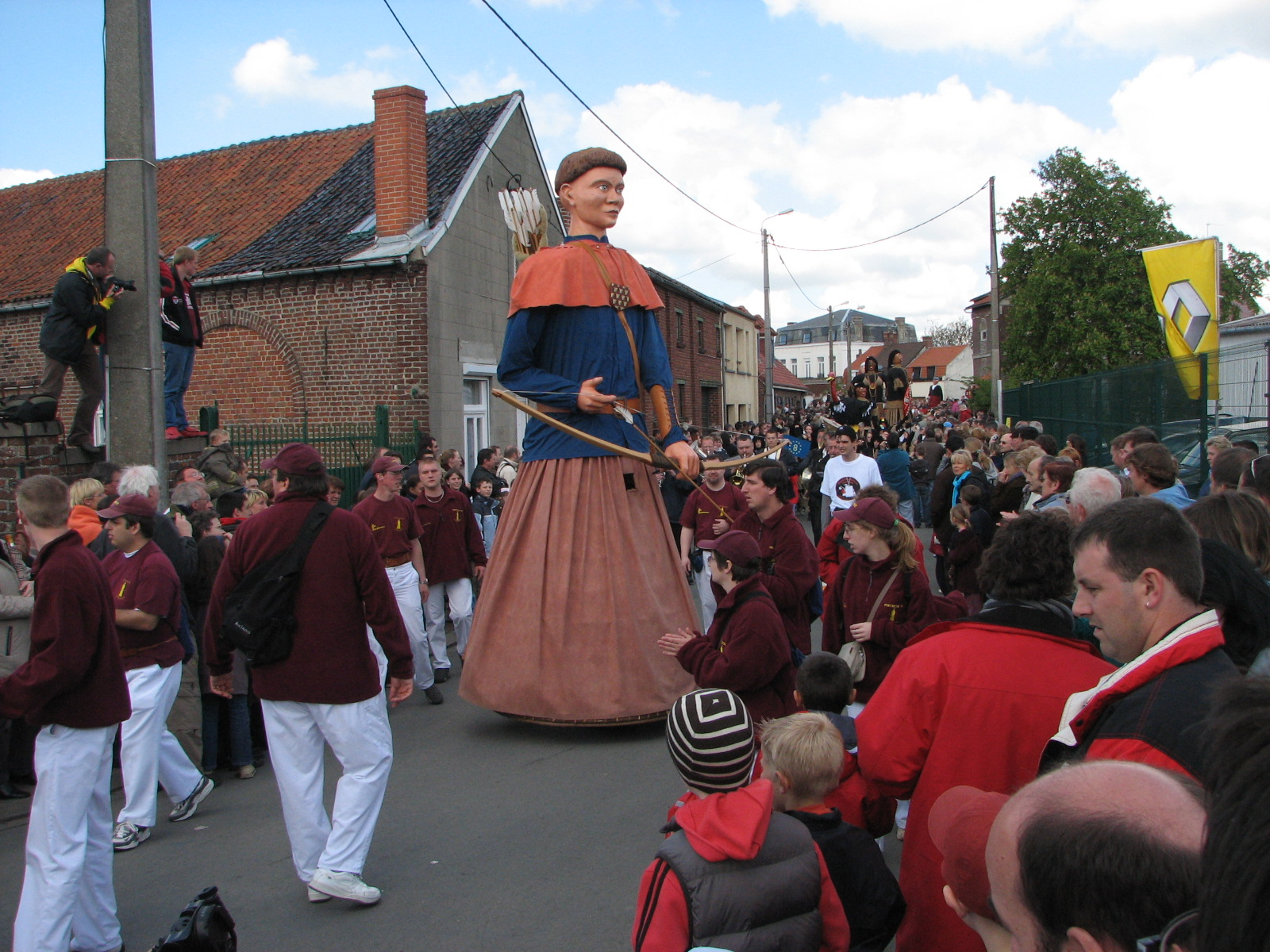
En 2006.

Village dynamique qui fait de nombreuses activités : bières de Noël, fêtes de l'été…
- La Brasserie Jean Tout Seul et ses bières : La Trompeuse et la Fidèle.
- L'Archer est le géant local, inauguré en 1999, dont les sorties sont fréquentes, notamment le 19 juin, jour de fête de saint Gervais et saint Protais, saints patrons du village.
- Procession de Bois-de-Lessines, le deuxième dimanche de mai. Cette procession est la fusion de plusieurs anciennes processions du village, comme la procession en l'honneur des saints Gervais et Protais, qui avait lieu le 19 juin, et la procession en l'honneur de la Vierge Marie, qui se déroulait le 15 août.
- Kermesse de Bois-de-Lessines, la deuxième semaine de septembre.
- Fête de la Saint-Hubert en octobre, où a lieu une bénédiction des animaux (principalement des chiens et des chevaux) du village le matin à la Chapelle Saint-Joseph. L'après-midi est organisée une promenade à cheval à travers le Bois d'Acren, suivie d'un repas, composé au choix d'un jambonneau ou d'un rôti ardennais, accompagné de frites.

## Sources
- Deltand Léon-Richard, Géographie et histoire de Bois-de-Lessines, 1932